# Kutukari (näs)
Kutukari är ett näs i Finland.   Det ligger i landskapet Norra Österbotten, i den centrala delen av landet, 500 km norr om huvudstaden Helsingfors. Kutukari ligger 6 meter över havet. Det ligger på ön Hailuoto.
Terrängen runt Kutukari är mycket platt. Havet är nära Kutukari söderut.  Närmaste större samhälle är Siikajoki, 18,8 km söder om Kutukari. 